# Leña

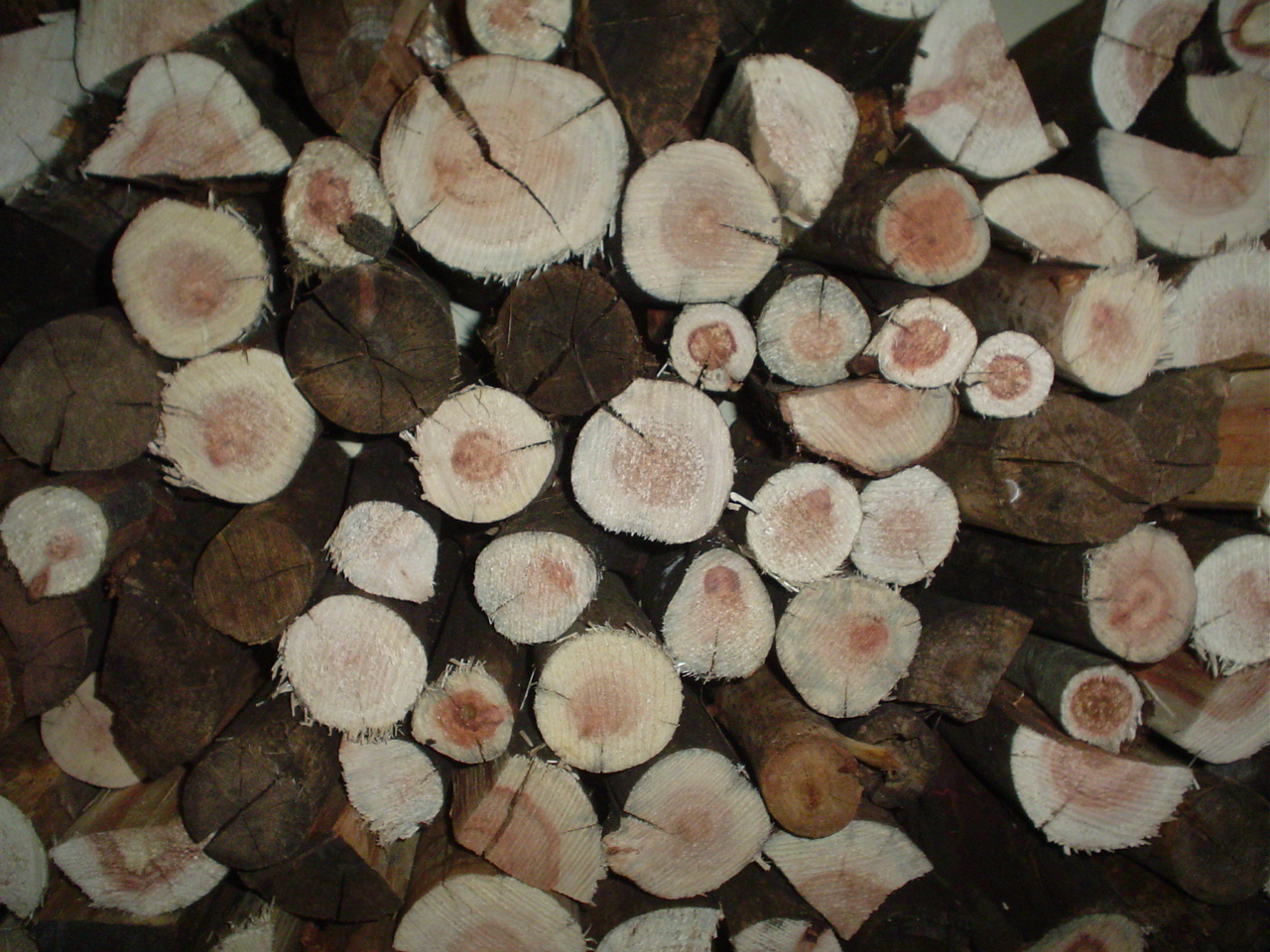
Leña.

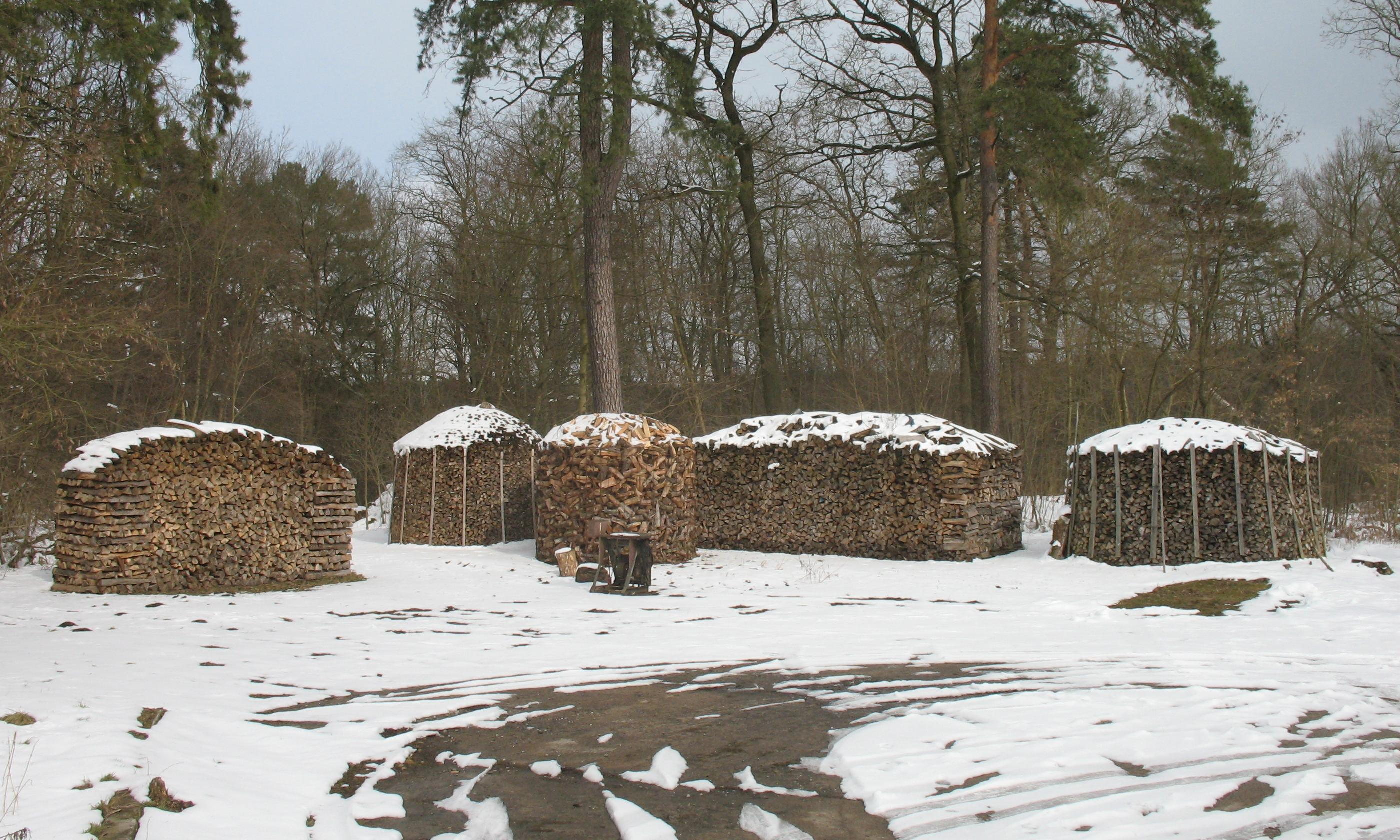
Leña (Neuruppin-Neumühle).

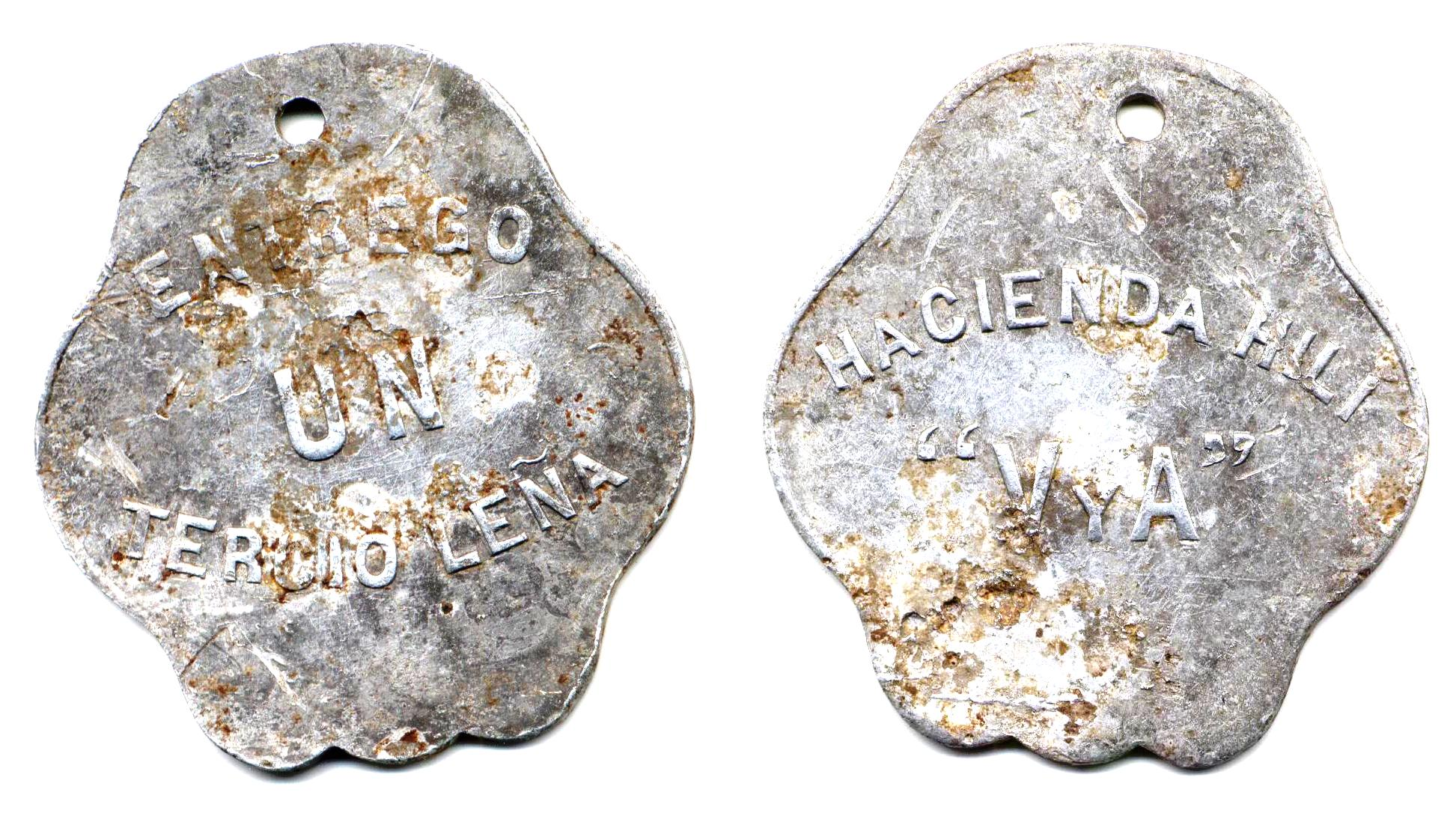
Antigua ficha de hacienda por 1 tercio de leña.

La leña es la madera utilizada para hacer fuego en estufas, chimeneas o cocinas. Es una de las formas más simples de biomasa usada mayormente para calefactar y cocinar. Es extraída de árboles y matas.
Esta es comercializada normalmente a granel o fardos, pero con las nuevas técnicas de almacenamiento y logística, esta se distribuye en la actualidad paletizada y ensacada, así como es enfardada de múltiples maneras.

## Tipos de leña
Cada cual posee diferentes capacidades y prestaciones así como su particular olor, particularidad esta que aporta que algunas de ellas sean priorizadas a la hora de seleccionarlas para cocinar en parrillas, paelleras y demás utensilios que le dan un valor especial, a estas leñas debido al aroma y sabor que desprenden.
Los tipos más habituales de leña usadas en Europa, ej. España son:
- Encina
- Roble
- Haya
- Naranjo
- Alcornoque
- Pino

Los tipos más habituales de leña usadas en Sudamérica ej. Chile son:
- Alóctonas
  - Pino
  - Eucaliptus

- Autóctonas
  - Ulmo
  - Lenga
  - Ñire
  - especies del género Nothofagus

## Alternativas equivalentes a la leña
Otros materiales que reemplazan el uso de la leña son:
- Las astillas forestales de madera
- Las briquetas
- Los pellets
- El carbón vegetal o mineral.

También se pueden usar otros restos, animales o vegetales para prender fuego:
- Restos de podas.
- Virutas
- Los sarmientos, restos de la poda de la vid.
- Excrementos secos de animales.
- Rastrojos, restos de la siega.

## Desechos de la combustión de la leña

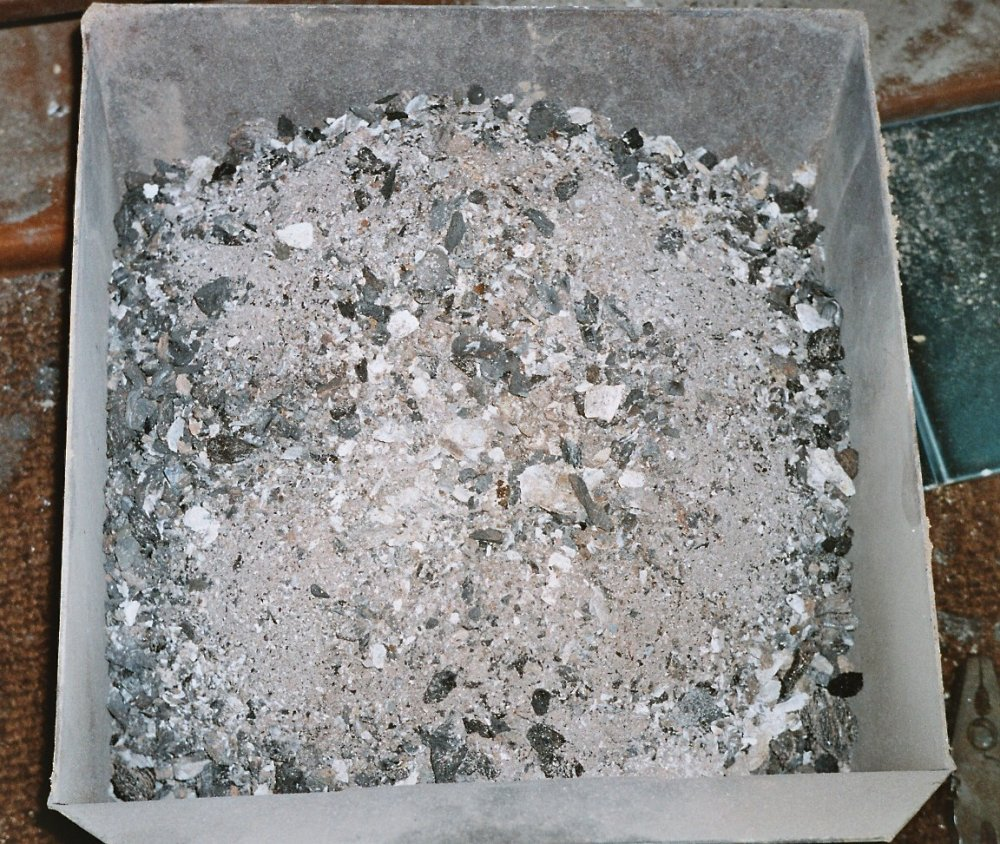
Cenizas

La creosota, la brea y el hollín son subproductos de la combustión de la leña y la resina que contiene, el cual se adhieren principalmente en las paredes interiores de los cañones (caños) de las estufas y chimeneas que utilizan este combustible. Un deshollinador limpia las chimeneas para evitar incendio.
La combustión de leña también produce dióxido de carbono y vapor de agua, que salen por la chimenea.
La ceniza es el desecho sólido de la combustión en la estufa.
Más de la mitad de la población mundial depende de combustibles sólidos (leña, estiércol, etc.) para cocinar, lo que causa enfermedades respiratorias que afectan principalmente a mujeres y niños en países en desarrollo. Cada año, la contaminación del aire en lugares cerrados genera alrededor de millón y medio de muertes. Asimismo, la dependencia de los combustibles sólidos agrava las tasas de deforestación y contribuye por lo tanto al cambio climático mundial.
Las intervenciones disponibles para reducir los niveles de contaminación del aire en lugares cerrados se dividen en aquellas que cambian la fuente de la contaminación, las que mejoran el medio ambiente habitable y las que modifican el comportamiento del usuario. Si bien diversos análisis concluyen que estas intervenciones han logrado una reducción en la contaminación del aire en lugares cerrados, existen pocas evaluaciones de impacto disponibles sobre su rentabilidad, así como de su eficacia en el mejoramiento de la salud, el bienestar y el medio ambiente.